# Carl Limberger
Carl Limberger, né le 24 janvier 1964 à Wagga Wagga, est ancien joueur professionnel de tennis australien.

## Palmarès

### Titre en double messieurs
| No | Date       | Nom et lieu du tournoi | Catégorie    | Dotation  | Surface    | Partenaire        | Finalistes                 | Score    |  |
| -- | ---------- | ---------------------- | ------------ | --------- | ---------- | ----------------- | -------------------------- | -------- |  |
| 1  | 26-10-1992 | Almanara Cup Guarujá   | World Series | 130 000 $ | Dur (ext.) | Christer Allgårdh | Diego Pérez Francisco Roig | 6-4, 6-3 |  |

### Finales en double messieurs
| No | Date       | Nom et lieu du tournoi                   | Catégorie    | Dotation  | Surface      | Vainqueurs                      | Partenaire        | Score         |          |
| -- | ---------- | ---------------------------------------- | ------------ | --------- | ------------ | ------------------------------- | ----------------- | ------------- | -------- |
| 1  | 20-09-1982 | Martini Open Genève                      |              | 75 000 $  | Terre (ext.) | Pavel Složil Tomáš Šmíd         | Mike Myburg       | 6-4, 6-0      | Parcours |
| 2  | 20-05-1985 | Tournoi de tennis de Florence Florence   |              | 80 000 $  | Terre (ext.) | David Graham Laurie Warder      | Bruce Derlin      | 6-1, 6-1      |          |
| 3  | 22-07-1985 | Tournoi de tennis des Pays-Bas Hilversum |              | 80 000 $  | Terre (ext.) | Stefan Simonsson Hans Simonsson | Mark Woodforde    | 6-3, 6-4      |          |
| 4  | 05-01-1987 | Benson and Hedges Open Auckland          |              | 89 400 $  | Dur (ext.)   | Kelly Jones Brad Pearce         | Mark Woodforde    | 7-6, 7-6      |          |
| 5  | 24-08-1987 | Nynex Open Rye Brook                     |              | 89 400 $  | Dur (ext.)   | Lloyd Bourne Jeff Klaparda      | Mark Woodforde    | 6-3, 6-3      |          |
| 6  | 28-12-1987 | South Australian Open Adélaïde           |              | 93 400 $  | Dur (ext.)   | Darren Cahill Mark Kratzmann    | Mark Woodforde    | 4-6, 6-2, 7-5 |          |
| 7  | 27-04-1992 | BMW Open Munich                          | World Series | 275 000 $ | Terre (ext.) | David Adams Menno Oosting       | Tomáš Anzari      | 3-6, 7-5, 6-3 | Parcours |
| 8  | 09-11-1992 | Banespa Open São Paulo                   | World Series | 235 000 $ | Dur (ext.)   | Diego Pérez Francisco Roig      | Christer Allgårdh | 6-2, 7-6      |          |

## Autres performances
- Demi-finale en simple à Auckland en 1987.
- Quart de finale en double au tournoi de Wimbledon 1987 avec Mark Woodforde.